# Cariomothis
Cariomothis is een geslacht van vlinders uit de familie van de prachtvlinders (Riodinidae), onderfamilie Riodininae.
Cariomothis werd in 1910 voor het eerst wetenschappelijk beschreven door Stichel.

## Soorten
Cariomothis omvat de volgende soorten:
- Cariomothis chia (Hübner, 1823)
- Cariomothis erotylus Stichel, 1910
- Cariomothis erythromelas (Sepp, 1840)
- Cariomothis poeciloptera (Godman & Salvin, 1878)